# 卡米尔·瑟普扎克
卡米尔·瑟普扎克（波蘭語：Kamil Syprzak，1991年7月23日—），生于普沃茨克，波兰男子手球运动员。他曾代表波兰国家队参加2016年夏季奥林匹克运动会手球比赛，获得第4名。